# Rollet de Garcin
Rollet de Garcin (Roollet de Gassin, Raoulx de Gassin, Raoul Gassin) aurait été un troubadour, homme de guerre et religieux, mort en 1229.

## Biographie
Jean de Nostredame présente Rollet de Garcin comme « premier gentilhomme de Provence du château de Gassin », et, dans un style proche de l’hagiographie, il ajoute :
« Poète excellent, grand orateur et historien mémorable, vaillant aux armes, lequel par le moyen de ses grâces et vertus singulières en la poésie, fut toujours le bienvenu entre les plus grands, et même des gens d’Église, nonobstant qu’il écrivait contre leurs vices, mais il soutenait fermement leur parti contre l’opinion des Albigeois, et Vaudois de Lyon, la doctrine desquels avait cours de ce temps ».
Il aurait ensuite participé activement et très honorablement à la guerre. De passage à Montpellier, il aurait rencontré une certaine Richilde, ou Rixende, de la maison de Montauban qu’il aurait follement aimé. Déçu par un amour non partagé, et après un affront de la dame, il aurait alors écrit une centurie contre elle avant de se faire moine puis de prendre la prépositure de Pignans.

## Création de la biographie
Rollet de Garcin n'est connu que par un unique ouvrage, écrit par le frère cadet de Nostradamus, Jean de Nostredame. Il lui consacre une notice dans son ouvrage sur les poètes provençaux au Moyen Âge : Les Vies des plus celebres et anciens poètes provensaux qui ont floury du temps des Comtes de Provence, recueillies des œuvres de divers Autheurs qui les ont escrites et redigees premièrement en langue provensale et mises en langue francoyse par Iehan de Nostre Dame Procureur en la Cour de Parlement de Provence. Par lesquelles est monestrée l’ancienneté de plusieurs Nobles maisons tant de Provence, Languedoc, France, que d’Italie et d’ailleurs.
Son existence demeure sujette à caution, comme nombre des personnages évoqués par Jean de Nostredame. Écrivant trois siècles et demi après la mort de Rollet de Garcin, Jean de Nostredame cite ainsi comme source principale concernant Rollet de Garcin le moine des îles d’Or, qu’il a vraisemblablement inventé, tout comme saint Cézaire.
Dans un premier temps, le troubadour apparaît sous le nom de Raoulx ou Roollet Amalric, sieur de Gassin dans la liste de la table d'Aix créée par Jean de Nostredame. Il n'apparaît pas dans la liste de chansonniers de Sault qui a servi de base à Jean de Nostredame,.
Rollet de Garcin est évoqué aussi par François Grudé et Antoine du Verdier quelques années plus tard. Ces deux auteurs reprennent clairement la même notice que Jean de Nostredame. En 1773, Rigoley de Juvigny le mentionne, s’appuyant sur la même source unique.
Trois siècles plus tard, dans deux de ses études, Eugène Baret le cite. Il donne comme date de décès 1129, en faisant ainsi le premier troubadour de l’école de Provence, dans des ouvrages où il précise vouloir "réhabiliter la réputation" de Jean de Nostredame,. Il en fait l’auteur d’une Réfutation de la doctrine des albigeois et des tuschins. À sa suite, plusieurs journaux et dictionnaires le mentionnent parmi les principaux troubadours provençaux.
Le poète Jules Canonge, dans son recueil Le Tasse à Sorrente, Térentia, le Monge des îles d’or : poèmes, nouvelles et impressions l’évoque également. Son poème se déroule sur une île d’Hyères ; c'est essentiellement une forme de dialogue entre le Monge et Raoul de Gassin.
Plusieurs auteurs ont tenté d'identifier un contemporain de Jean de Nostredame aurait mis sous les traits de Rollet de Garcin. Selon Karl Bartsch, il y eut plusieurs Raoul actifs durant la guerre contre les Albigeois, et Jean de Nostredame aurait pu s'inspirer de l'un d'eux pour créer le personnage de Roollet, ce prénom étant peu fréquent en Provence. Artefeuil cite la maison des Radulph. L'un des auteurs qui s'est principalement intéressé aux écrits de Jean de Nostredame, Camille Chabaneau, se dit incapable de découvrir quel est ce personnage.

## Postérité
Il existe dans le village de Gassin une rue du troubadour Rollet de Garcin.

## Ouvrage attribué à Rollet de Garcin
- Centuria contra una ingratta

## Source et références
Sources évoquant Rollet de Garcin
- Claude-François Achard, Histoire des hommes illustres de la Provence ancienne et moderne, Tome 2.
- Maurice Delplace, « Histoire d’Amour de l’Histoire du Var », Bulletin de l’Académie du Var, 1977.
- Albert Germondy, « Géographie historique du Freinet du Ve au XVIe siècle », Bulletin trimestriel de la Société des sciences, belles-lettres et arts du département du Var, 1864.
- François Grudé sieur de La Croix du Maine, Premier volume de la Bibliothèque du sieur de La Croix Du Maine , qui est un catalogue général de toutes sortes d’autheurs qui ont escrit en françois depuis cinq cents ans et plus jusques à ce jour d’huy, Paris, A. L’Angelier, 1584, 558 p. et 5 p. d’errata (en ligne).
- Rigoley de Juvigny, Bibliothèques françoises de La Croix-du-Maine et Du Verdier, tome II, tome V, 1773.
- Jean de Nostredame, Les Vies des plus celebres et anciens poètes provensaux qui ont floury du temps des Comtes de Provence, recueillies des œuvres de divers Autheurs qui les ont escrites et redigees premièrement en langue provensale et mises en langue francoyse par Iehan de Nostre Dame Procureur en la Cour de Parlement de Provence. Par lesquelles est monestrée l’ancienneté de plusieurs Nobles maisons tant de Provence, Languedoc, France, que d’Italie et d’ailleurs », Lyon, Pour Alexandre Marsilii par Basile Bouquet, 1575, 258 p.
- Du Verdier, Antoine, La bibliothèque d’Antoine du Verdier, seigneur de Vauprivas : contenant le catalogue de tous ceux qui ont escrit, ou traduict en françois, & autres dialectes de ce royaume, Lyon, Barthelemy Honorat, 1585 (en ligne).